# Lola (álbum)
Lola es un disco de Erick Elera. El álbum se lanzó el 4 de enero de 2011, bajo el sello de "La Fabrika Records".
Durante la emisión de Very Verano, Erick Elera enseñó su disco, diciendo que iba dedicado a su madre fallecida  y al mismo tiempo anunció el día de salida del álbum.
El mismo mes se confirma mediante diversas presentaciones en programas las colaboraciones con Tommy Portugal, Maricarmen Marín, Charly Minaya Díaz "Cheneco", entre otros artistas. Previo al lanzamiento del álbum se editaron sencillos como "Amor" (canción tema de Joel en Al fondo hay sitio), "Yo te quiero", y "Mi primera ilusión". Asimismo, el disco fue lanzado con una promoción del diario Trome el 4 de enero de 2011.

## Lista de canciones
| N.º | Título                                      | Escritor(es)                 | Duración |  |
| 1.  | «Amor»                                      | Juan Carlos Fernández        | 3:04     |  |
| 2.  | «Yo Te Quiero»                              | J. Fernández                 | 3:07     |  |
| 3.  | «Mensaje De Texto»                          | Lucho Zambrano               | 3:09     |  |
| 4.  | «La Onda Del Sabor»                         | J. Fernández                 | 3:29     |  |
| 5.  | «Mi Primera Ilusión» (feat. Tommy Portugal) | Miguel Ángel Meza            | 3:45     |  |
| 6.  | «Flechazo De Cupido»                        | Erick Elera, Antonio Mendoza | 3:43     |  |
| 7.  | «Ven»                                       | E. Elera                     | 4:20     |  |
| 8.  | «Dile Que No Lo Quieres» (Versión salsa)    | Edwin Ludeña                 | 4:40     |  |
| 9.  | «Perdóname»                                 | J. Fernández                 | 2:48     |  |
| 10. | «Mi Vida, Mi Estrella»                      | E. Elera                     | 3:43     |  |
| 11. | «Locos De Amor» (feat. Maricarmen Marín)    | Giordano Di Marzo            | 4:04     |  |
| 12. | «Te Amo»                                    | E. Elera                     | 3:44     |  |

| Bonus track |                                           |              |          |  |
| N.º         | Título                                    | Escritor(es) | Duración |  |
| 13.         | «Dile Que No Lo Quieres» (Versión balada) | E. Ludeña    | 4:07     |  |